# (43882) Maurivicoli
(43882) Maurivicoli (1995 EM1) – planetoida z pasa głównego asteroid okrążająca Słońce w ciągu 3,77 lat w średniej odległości 2,42 j.a. Odkryta 7 marca 1995 roku.